# Piątek, trzynastego III
Piątek, trzynastego III (ang. Friday the 13th Part III) – amerykański filmowy horror z podgatunku slasher powstały w 1982 roku w reżyserii Steve’a Minera, twórcy poprzedniej części filmu.
Kolejną odsłonę serii o maniakalnym zbrodniarzu znad Crystal Lake zrealizowano w wersji trójwymiarowej. Przed tym filmem nie było przypadku równie dochodowego sequela. Charakterystycznym elementem trzeciej części Piątku, trzynastego jest wzbogacenie postaci Jasona o maskę hokeisty.

## Fabuła
Akcja filmu rozgrywa się jeden dzień po wydarzeniach przedstawionych w Piątku, trzynastego II. Jason Voorhees (Richard Brooker) włamuje się do położonego na odludziu sklepu, morduje właścicieli, przebiera się i zaszywa swój przecięty bark. Następnie rusza w kierunku położonej nad jeziorem Crystal Lake posesji Higgins Haven.
W tym samym czasie dziewczyna, imieniem Chris (Dana Kimmell), wraz z przyjaciółmi podąża vanem do Higgins Haven – miejscówki należącej do jej rodziców. Kilka miesięcy temu Chris została zaatakowana przez przerażającego nieznajomego o zdeformowanej twarzy, który dopadł ją w lasach nieopodal Crystal Lake. Po drodze nastolatkowie napotykają się na Abela (David Wiley), fanatycznego katolika-alkoholika, który wręcza im znalezione w lesie oko Paula, bohatera poprzedniej części filmu. Młodzi odjeżdżają w popłochu, a u celu podróży poznają chłopaka Chris, Ricka (Paul Kratka). Chris decyduje się zmierzyć ze swoimi lękami i spędzić udany weekend. Nikt z urlopowiczów nie wie, że w miejscowej stodole ukrywa się Jason Voorhees.
Dwójka przyjaciół Chris – piękna, lecz kapryśna Vera (Catherine Parks) i nieudolny żartowniś Shelly (Larry Zerner) – wpada w kłopoty, stając na drodze gangowi motocyklowemu, który następnie nawiedza rezydencję Higgins Haven, by wziąć odwet na sprawcach zamieszania. Członkowie gangu zostają zabici na miejscu przez Jasona. Wieczorem, gdy Chris i Rick wybierają się na romantyczną przejażdżkę samochodem, morderca uderza ponownie. Nad jeziorem zabija Verę. Podrzyna też gardło Shelly'emu i zabiera mu maskę hokejową. W masce okrywającej jego twarz podąża ku posiadłości, by wykończyć resztę przyjaciół. Morduje Andy’ego (Jeffrey Rogers), jego ciężarną dziewczynę Debbie (Tracie Savage), Chucka (David Katims), a na końcu Chili (Rachel Howard), która znajduje na piętrze zwłoki swoich przyjaciół. Po powrocie Rick i Chris zastają dom pusty. Rozdzielają się, by odnaleźć przyjaciół. Przed domem Rick zostaje zaatakowany i zabity przez Jasona, który miażdży mu głowę gołymi rękoma.
Chris, przerażona rozpętaną wichurą i powracającymi wspomnieniami, oczekuje w posiadłości powrotu swojego chłopaka, który nieoczekiwanie zostaje wrzucony przez okno – martwy. Jason atakuje dziewczynę i goni ją, aż do momentu, w którym ta ukrywa się w stodole. Na miejscu Chris obezwładnia Jasona, wiąże mu pętle wokół szyi i wiesza go na grubej linie. Jason jednak nadal żyje, a Chris rozpoznaje w nim agresora, który zaatakował ją przed kilkoma miesiącami. Gdy Jason rusza na Chris, zjawia się Ali (Nick Savage), jeden z członków gangu, który przeżył wcześniejszy atak Jasona. Próbuje go powstrzymać, jednak Jason dobija go na dobre. W tym czasie okazję wykorzystuje Chris i wbija mu w głowę siekierę, obezwładniając go. Następnego poranka Chris budzi się w kajaku, na środku jeziora. Nagle spod wody wyłania się nadgniły trup Pameli Voorhees, który wciąga dziewczynę do jeziora. Jakiś czas później policja usuwa Chris z miejsca zbrodni w skrajnej histerii...

### Alternatywne zakończenie
W alternatywnej, nieopublikowanej powszechnie wersji zakończenia filmu, Chris Higgins zostaje ostatecznie zdekapitowana przez Jasona w wyśnionej sekwencji (jako opozycja do sekwencji snu bohaterki o zmartwychwstaniu Pameli Voorhees). Niektóre zdjęcia, które wykonano podczas kręcenia tej sceny, zostały wykorzystane w książce Peter Bracke'a z 2005 roku Crystal Lake Memories.

## Bohaterowie
- Chris Higgins – główna bohaterka filmu oraz filmowa „final girl”. Atrakcyjna, dziewiętnastoletnia blondynka[3]. Mieszkała w okolicach Crystal Lake (w rezydencji zwanej Higgins Haven), gdzie powraca pewnego wakacyjnego weekendu w towarzystwie grupki przyjaciół ze studiów. Z grona siedmiorga weekendowych towarzyszy szczególnie bliski Chris jest Rick – jej cztery lata starszy chłopak, choć Debbie może zostać określona jako jej najbliższa żeńska przyjaciółka. Chris ma za sobą traumatyczne przeżycia, które wiążą się ze spotkaniem na swojej drodze psychopatycznego Jasona Voorheesa – legendarnego mordercy znad jeziora Crystal. Na swoje własne nieszczęście, Voorhees zjawia się w dawnej rezydencji bohaterki, mordując wszystkich jej przyjaciół. Sama Chris cudem unika śmierci, pokonuje Jasona i zostaje przewieziona do szpitala w stanie ciężkiego szoku.

- Rick (Woodward) – główny męski bohater pozytywny, dwudziestotrzyletni chłopak Chris Higgins. Mieszka na wsi, zajmuje się farmerstwem, pracuje dla ojca swojej partnerki. Ginie jako ostatni z przyjaciół Chris, ku jej przerażeniu i dezaprobacie.

- Jason Voorhees – główny antagonista filmu, zwyrodniały psychopata, udręka mieszkańców Crystal Lake. W tym filmie nabywa swoją symboliczną maskę hokejową, kradnąc ją (wcześniej zamordowanemu przez siebie) Shelly'emu.

- Debbie (Klein) – bohaterka drugoplanowa, najbliższa z przyjaciółek Chris Higgins. Ma dziewiętnaście lat, zajmuje się cheerleadingiem. Wraz ze swoim chłopakiem Andym spodziewa się narodzin pierwszego dziecka. Ginie jednak w niedzielę, 15 czerwca 1984 roku, zamordowana przez Jasona Voorheesa.

- Shelly Finkelstein[4] – jeden ze znajomych Chris ze studiów, przyjaciel i współlokator Andy’ego, aktor. Najmniej urodziwy z wypoczywających w Higgins Haven, staje się wszak bohaterem kluczowym, gdyż to jemu Jason Voorhees odbiera maskę hokejową, za którą następnie kryje swoją zdeformowaną facjatę. Shelly zostaje także jedną z licznych ofiar Jasona.
- Andy (właśc. Andrew Beltrami) – bohater drugoplanowy, typ przystojnego atlety. Wraz z szóstką przyjaciół spędza weekend w rezydencji Higgins Haven, należącej do Chris Higgins, przyjaciółki swojej dziewczyny Debbie. Zostaje zamordowany przez Jasona Voorheesa w niedzielę, 15 czerwca 1984 roku.

- Chili (właśc. Jillian Howard) – jedna z czterech żeńskich bohaterek filmu. Podobnie jak jej chłopak Chuck, jest silnie uzależniona od narkotyków. W związku z Chuckiem zdaje się dominować. 15 czerwca 1984 roku pada jedną z ostatnich ofiar Jasona Voorheesa.

- Chuck (Garth) – jeden z męskich bohaterów filmu, postać drugoplanowa. Narkoman, hipis, partner Chili. Ginie z rąk Jasona Voorheesa w piwnicy rezydencji Higgins Haven.

- Vera Sanchez – bohaterka drugoplanowa. Znajoma Chris Higgins, o rok od niej starsza. Z pochodzenia Hiszpanka. Matka Very sprzeciwia się wyjazdowi córki nad Crystal Lake, najprawdopodobniej zna bowiem makabryczną historię zajść nad jeziorem. Vera decyduje się jednak dołączyć do Chris i jej znajomych i trafia do Higgins Haven, skuszona zresztą ofertą randki ze znajomym Chris ze studiów. Shelly – randka w ciemno – nie przypada jej jednak do gustu. Vera ginie z rąk Jasona Voorheesa jako pierwsza z wypoczywających.
- Ali, Loco i Fox – motocykliści, zabici przez Jasona Voorheesa w stodole należącej do ojca Chris Higgins.
- Edna i Harold Hatcherowie – małżeństwo sklepikarzy, zamieszkałe w bliskiej okolicy Crystal Lake. Harold jest niechlujnym, choć budzącym umiarkowanie pozytywne odczucia mężczyzną w średnim wieku, a Edna jego irytującą, zgorzkniałą żoną. Oboje padają pierwszymi filmowymi ofiarami Voorheesa.
- Abel – zdziwaczały starzec, napotkany przez bohaterów na drodze prowadzącej do Higgins Haven. Fizycznie upodobniony do postaci Szalonego Ralpha, podobnie jak Ralph uważa się za boskiego zesłannika i ostrzega krnąbrnych nastolatków przed zagrożeniem. Na dowód prawdomówności ukazuje im ludzie oko (prawdopodobnie należące do Paula Holta, bohatera Piątku, trzynastego II), znalezione w okolicy. Jest niezrównoważony psychicznie.

## Obsada

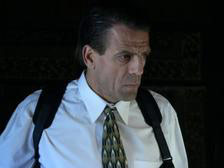
Rola Ricka w trzeciej części Piątku, trzynastego była debiutem aktorskim Paula Kratki. Był to także ostatni występ tego aktora aż do roku 2006, kiedy powrócił on do branży filmowej, pracując przy produkcjach niezależnych.

| Rola               | Aktor           |
| ------------------ | --------------- |
| Chris Higgins      | Dana Kimmell    |
| Rick               | Paul Kratka     |
| Jason Voorhees     | Richard Brooker |
| Chili              | Rachel Howard   |
| Debbie             | Tracie Savage   |
| Chuck              | David Katims    |
| Andy               | Jeffrey Rogers  |
| Vera Sanchez       | Catherine Parks |
| Shelly Finkelstein | Larry Zerner    |
| Ali                | Nick Savage     |
| Loco               | Kevin O’Brien   |
| Fox                | Gloria Charles  |
| Edna Hatcher       | Cheri Maugans   |
| Harold Hatcher     | Steve Susskind  |
| Abel               | David Wiley     |

## Historia filmu

### Preprodukcja
Stanowisko reżysera filmu Steve Miner miał zapewnione jeszcze przy okazji realizacji Piątku, trzynastego. Sukces kasowy poprzedniego filmu zachęcił twórców do wydania kolejnej odsłony serii, co z czasem stało się tradycją – filmy z cyklu na przestrzeni lat osiemdziesiątych w kinach debiutowały średnio raz do roku. Rozpoczęcie zdjęć do filmu dzieliło od premiery pierwszego sequela blisko dziesięć miesięcy, podczas których realizatorzy prowadzili prace przygotowawcze i czerpali pomysły na materiał do scenariusza, ostatecznie stworzonego przez Martina Kitrossera i Carol Watson. Aktorka Amy Steel, w poprzedniku wcielająca się w postać Ginny Field, dostała propozycję powtórzenia swojej roli, lecz odrzuciła ją. Na jej miejsce, do roli filmowej „final girl”, Chris Higgins, zaangażowano Danę Kimmell, wówczas znaną z występów telewizyjnych.
Pierwotnie film zrealizowano jako epizod finałowy, zamykający serię. W amerykańskim magazynie Fangoria (wykorzystanym także w scenie, w której bohaterka kreowana przez Tracie Savage przegląda owo pismo) zaprezentowano zdjęcia promujące film, na których Jason Voorhees triumfalnie morduje swoje ofiary. Wzbudziły one niemałe kontrowersje i z tego powodu nakręcono nowe zakończenie – Ostatni rozdział, który wbrew tytułowi również doczekał się kontynuacji.

### Plan zdjęciowy
Film kręcony był w okresie od 29 marca do czerwca 1982 roku na terenie stanów Kalifornia i New Jersey. Lokacje atelierowe obejmowały przede wszystkim kalifornijskie miejscowości Green Valley i Saugus; w drugim z miast twórcy korzystali z plenerów Veluzat Motion Picture Ranch, które posłużyło za ranczo Higgins Haven. W New Jersey, w gminie Vernon, zrealizowano jedną zaledwie scenę, rozgrywającą się w sklepie spożywczym.

## Box Office
Film był przebojem kinowym. Na ekranach amerykańskich kin zadebiutował w piątek, 13 sierpnia 1982 roku. Został wyświetlony w 1079. kinach w formacie 3D, zarabiając 9 406 522 dolarów w weekend premierowy. Ostatecznie na terenie Stanów Zjednoczonych zainkasował 34 581 519 $, czyli ponad piętnaście milionów dolarów więcej niż poprzedni film z serii, Piątek, trzynastego II, który zarobił 21 722 776 $.
Zyski ogólnoświatowe z promocji filmu:
| Świat | US$ 36,690,067 |

## Recenzje
Dustin Putman (TheMovieBoy.com) okrzyknął film jako „nieodpowiedzialny”. Albert Nowicki (witryna His Name Is Death) chwalił efekty specjalne oraz „sprawny i żywy” montaż projektu, lecz za jego najmocniejszą stronę uznał muzykę skomponowaną przez Harry’ego Manfrediniego.